# 韦尔努
韦尔努（法語：Vernoux，法語發音：[vɛʁnu] ⓘ）是法国东部安省的一个市镇，属于布雷斯地区布尔格区。

## 地理
韦尔努（46°28'52"N, 5°6'37"E）面积10.2 平方千米，位于法国奥弗涅-罗讷-阿尔卑斯大区安省，该省份为法国东部省份，北起汝拉省，西北接索恩-卢瓦尔省，西接罗讷省和里昂大都会，南至伊泽尔省，东与萨瓦省、上萨瓦省和瑞士接壤。
与韦尔努接壤的市镇（或旧市镇、城区）包括：库尔特、屈尔西亚东加隆、圣特里维耶-德库尔特、罗姆奈。

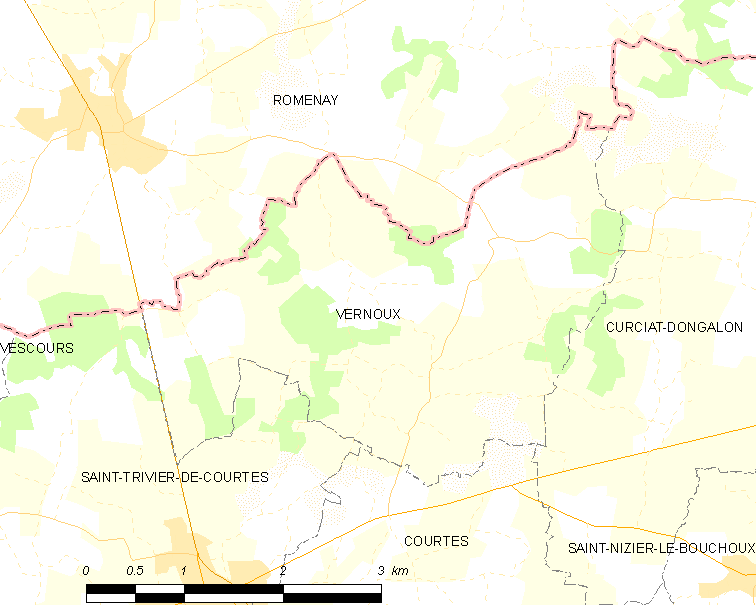
韦尔努的OSM定位图

韦尔努的时区为UTC+01:00、UTC+02:00（夏令时）。

## 行政
韦尔努的邮政编码为01560，INSEE市镇编码为01433。

## 政治
韦尔努所属的省级选区为勒普隆日县。

## 人口

1962-2008年间韦尔努人口变化图示

韦尔努于2022年1月1日时的人口数量为296人。